# Katymár
Katymár – wieś w południowej części Węgier, w pobliżu miasta Bácsalmás, niedaleko granicy serbskiej. Gmina liczy 2099 mieszkańców (styczeń 2011) i zajmuje obszar 71,08 km².

## Położenie
Miejscowość leży na obszarze Wielkiej Niziny Węgierskiej, w komitacie Bács-Kiskun, w powiecie Bácsalmás.